# جینا دوان
جینا دوان (انگلیسی: Jenna Dewan؛ زادهٔ ۳ دسامبر ۱۹۸۰) یک هنرپیشه، و تهیه‌کننده و مانکن سابق اهل ایالات متحده آمریکا است. وی از سال ۲۰۰۲ میلادی تاکنون مشغول فعالیت بوده‌است. اولین قدم او در دنیای شهرت با فیلم step up و نقش دختر رقاصی به اسم نورا بود. وی در آوریل ۲۰۱۸ از «چنینگ تیتوم» ب صورت رسمی جدا شد. او در سال ۲۰۱۸ به صورت مخفیانه با استیو کازی ازدواج کرد.
از فیلم‌ها یا برنامه‌های تلویزیونی که وی در آن نقش داشته‌است می‌توان به کینه ۲، برپایی و عشق دروغ خونریزی اشاره کرد.

## مجری مسابقه جهان رقص
جینا دوان مجری فصل یک و فصل دو مسابقه جهان رقص بود ولی به دلایلی از حضور در فصل سوم این مسابقه خودداری کرد.
این برنامه از شبکه ان بی سی آمریکا پخش می‌شود.

## زندگی‌نامه
جنا دوان فرزند نانسی لی و داریل دوان در سوم دسامبر ۱۹۸۰ در شهر هارتفورد زاده شد. والدین وی در دوره نوجوانی جنا از یکدیگر جدا شدند. دوان از طرف پدری ریشه لبنانی دارد. دوان در زمان دبیرستان در مسابقات دختران آمیگو شرکت کرده برنده جایزه شد. او در سال ۱۹۹۹بعد از اتمام مدرسه به دانشگاه کالیفرنیای شمالی رفت و ادامه تحصیل داد.

## شروع فعالیت هنری
قبل شروع بازیگری برای هنرمندان زیادی به عنوان رقاص کار کرده‌است که از بین آنها می‌توان به جاستین تیمبرلیک-پینک-ریکی مارتین اشاره کرد.
در سال ۲۰۰۵ در فیلم ترسناک تامارا نقش اول را بدست آورد و سال بعد یعنی ۲۰۰۶ در فیلم پر مخاطب step up نقش نورا کلارک رو به بهترین شکل اجرا کرده و با همسر اول خود چنینگ تیتوم در سر صحنه همین فیلم آشنا شد.